# Marcel II
Marcello Cervini, né le 6 mai 1501 à Montefano dans les Marches et mort le 1er mai 1555, est un cardinal au titre de la basilique Sainte-Croix de Jérusalem, qui devient le 222e pape de l’Église catholique, le 9 avril 1555, sous le nom de Marcel II (en latin Marcellus II, en italien Marcello II).

## Éléments de biographie

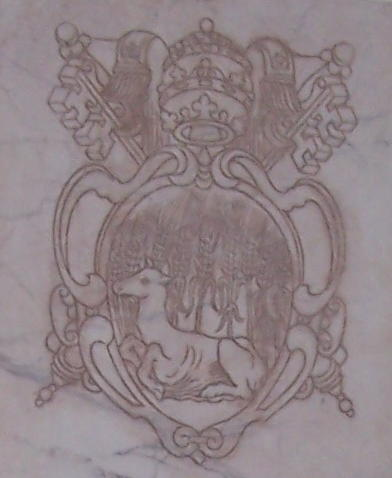
Armoiries de Marcel II.

Doué intellectuellement (bon mathématicien) et habile de ses mains (on le disait relieur, dessinateur, graveur, sculpteur) Marcel Cervini reçoit une excellente éducation à Montepulciano.
Il fut prieur de l'abbaye de La Celle à La Celle dans le Var et administrateur de plusieurs diocèses.
Prêtre sérieux et cardinal intègre il est influent au Concile de Trente, lors de sa deuxième session (ouverte en 1551), comme légat pontifical. Ses interventions vont dans le sens d'une réforme profonde de l'Église.
Son élection au siège de Saint-Pierre, en 1555, est une indication de ce que l'esprit de renouveau avait finalement prévalu au sein du Sacré-Collège. Il fut le dernier à garder, comme pape, son prénom de baptême : Marcel. Son élection soulève un grand espoir dans l'Église.
Dès son entrée en fonction il supprime les festivités qui accompagnent habituellement l'intronisation d'un nouveau pape et interdit aux membres de sa famille de venir s'installer à Rome.
Il lance et finance le projet d'édition des Pères grecs de l'Église et des auteurs chrétiens anciens, auquel participent le cardinal Guglielmo Sirleto, le Français Gentien Hervet, chargé des traductions latines, et un groupe d'imprimeurs romains et vénitiens.
Marcel II a un accident vasculaire cérébral (apoplexie) le 30 avril 1555 et tombe dans le coma. Il meurt le lendemain, 1er mai, à peine 22 jours après son accession au souverain pontificat, plongeant dans la stupeur et la tristesse toute l'Église à la mesure de l'espoir que son élection avait suscité.

## Curiosité
L'œuvre la plus connue du compositeur italien Palestrina est une messe en l'honneur du pape Marcel II (Missa papæ Marcelli) composée en 1562. Par cette œuvre musicale à six voix exécutée devant les pères du concile de Trente, alors occupés à discuter la place de la musique religieuse dans la liturgie, le musicien italien voulut donner un exemple de langage religieux au style polyphonique simplifié et s'inscrivant bien dans la réforme liturgique souhaitée par le concile.